# 志村貞慎
志村 貞昌（しむら さだよし、生没年不詳）は、江戸時代の旗本。八王子千人同心の9家の千人頭のうちの一家、千人頭志村家10代目となる。剣術は太平真鏡流。
長篠合戦図の屏風にて山県昌景の首を持ち帰った志村又左衛門の子孫にあたる。